# 高身副脂䲁
高身副脂䲁（學名：Paraclinus altivelis），為輻鰭魚綱䲁形目脂䲁科副脂䲁屬的一個種，分布於中東太平洋加利福尼亞灣海域，深度7至30公尺，本魚體延長，吻鈍尖，鼻孔具觸鬚，眼上及頸背具掌狀觸鬚，鰓蓋骨具明顯的棘突，圓錐形且銳利，頭和體粉紅色至橙色，有暗色區域，頸背觸鬚黑色，眼觸鬚淺色，背鰭後方有眼斑，臀鰭有一排深色斑點，背鰭有時具深色橫帶，胸鰭有時有斑點，背鰭硬棘27-29枚、背鰭軟條11枚、臀鰭硬棘2枚、臀鰭軟條19-20枚，體長可達5.2公分，棲息在沿海礁石區，生活習性不明。